# Morpho aega
Morpho aega is een vlinder uit de onderfamilie Satyrinae. 

## Kenmerken
Vooral de felblauwe mannetjes worden in groten getale gevangen voor verkoop en verwerking in sieraden. De vrouwtjes zijn meer oranje/bruin van grondkleur en hebben langs de vleugelrand een rij gelige vlekjes.De vlinder heeft een spanwijdte van iets minder dan 10 centimeter. 

## Verspreiding en leefgebied
De soort komt voor in Zuid-Amerika, in Paraguay, Argentinië en Brazilië. 

## De rups en zijn waardplanten
Waardplanten van de vlinder zijn van het bamboe-geslacht Chusquea.